# Dům Albatros
Dům Albatros, původního názvu Bílý kamzík, stojí v městské památkové zóně v Moravské ulici č. 220/10 v Karlových Varech. Stavba je příkladem uměleckého proudu moderna. Byla dokončena v roce 1928.

## Historie
Dům nechala postavit na místě starého barokního objektu majitelka Anna Hanbl. Projekt pro realizaci vypracoval 12. října 1927 akademický architekt Karl Ernstberger v několika variantách. Verzi se završením stavby velkým volutovým štítem, kterou architekt Ernstberger rád ve svých návrzích používal, karlovarský stavební úřad zamítl a nařídil střechu nižší bez volutového štítu. Odůvodněním byla poloha domu, neboť se nachází poblíž kostela sv. Máří Magdaleny a podle představ stavebního úřadu zde nebyla vhodná výrazná nebo nápadná budova.

## Ze současnosti
V roce 2014 byl dům uveden v Programu regenerace Městské památkové zóny Karlovy Vary 2014–2024 v části II. (tabulková část 1–5 Přehledy) v seznamu 5. Památkově hodnotné objekty na území MPZ Karlovy Vary s aktuálním stavem „vyhovující“.
V současnosti (listopad 2021) je dům evidován jako objekt občanské vybavenosti v majetku České republiky, příslušnost hospodařit s majetkem státu zde má Zařízení služeb pro Ministerstvo vnitra.

## Popis
Budova se nachází v městské památkové zóně v centru lázeňské části města. Jedná se o užší čtyřpatrový dům s mezaninem a obytným podkrovím, jehož tříosé uliční průčelí směřuje do Moravské ulice. Stavba se uskutečnila v letech 1927–1928 a je příkladem moderny modifikované místním tradicionálním prostředím.
Dům Albatros se sousedními objekty – čp. 222 Tři bažanti, čp. 239 Norimberský dvůr, čp. 2018 balneoprovoz a čp. 2019 dům Tosca – je provozován jako součást lázeňského hotelu Tosca.